# Bernard Faÿ
Bernard Faÿ (n. el 3 de abril de 1893 - f. 5 de diciembre de 1978) fue un historiador y escritor francés. 

## Biografía
Fue el administrador de la biblioteca nacional de Francia de 1940 a 1944.
Tenía como colaborador en su proyecto de propaganda antimasónica de los "documentos masónicos" (Documents maçonniques) a Albert Vigneau.

## Obras
- Bibliographie critique des ouvrages français relatifs aux États-Unis (1770-1800), 1925
- L'esprit révolutionnaire en France et aux États-Unis à la fin du s.XVIII, 1925
- Panorama de la littérature contemporaine, 1925
- L'Empire américain et sa démocratie en 1926, 1926
- Faites vos jeux, 1927
- Vue cavalière de la littérature américaine contemporaine, 1928
- Benjamin Franklin, bourgeois d'Amérique, 1929
- Le Comte Arthur de Gobineau et la Grèce, 1930
- Essai sur la poésie, 1930
- George Washington, gentilhomme, 1932
- La Gloire du Comte Arthur de Gobineau, 1932
- La Franc-maçonnerie et la révolution intellectuelle du XVIIIe siècle, 1935
- Les forces de l'Espagne : voyage à Salamanque, 1937
- Civilisation américaine, 1939
- L'Homme, mesure de l'histoire. La recherche du temps, 1939
- L'Agonie de l'Empereur (récit historique), 1943
- De la prison de ce monde, journal, prières et pensées (1944-1952), 1952
- La grande révolution, 1959
- L'École de l'imprécation ou Les Prophètes catholiques du dernier siècle (1850-1950), 1961
- Louis XVI ou la fin d'un monde, 1961
- L'aventure coloniale, 1962
- Les Précieux, 1966
- La Guerre des trois fous, Hitler, Staline, Roosevelt, 1969
- L'Église de Judas ?, 1970
- Beaumarchais ou les Fredaines de Figaro, 1970
- Jean-Jacques Rousseau ou le Rêve de la vie, 1974
- Rivarol et la Révolution, 1978